# Biserica de lemn din Zlodica

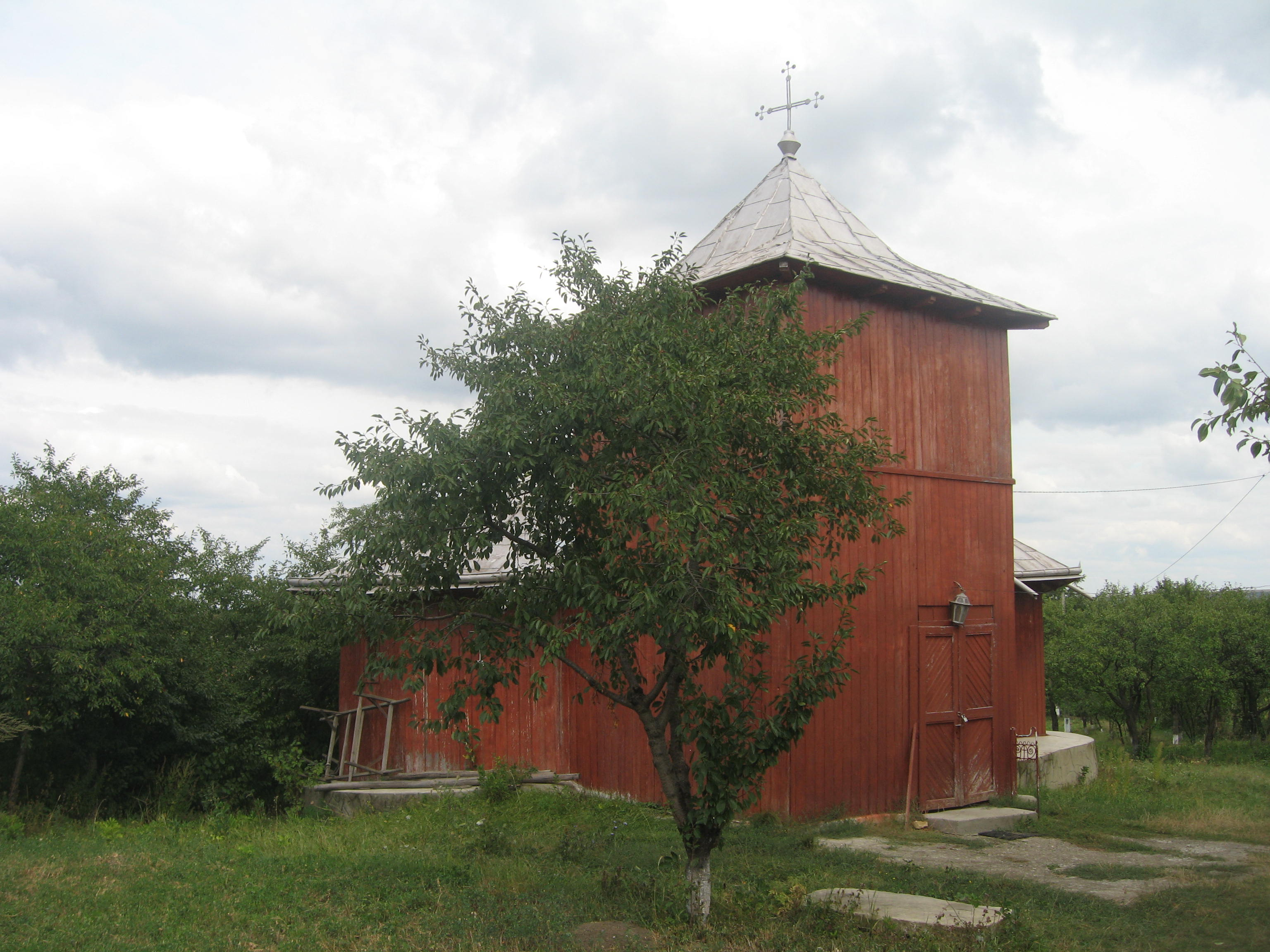
Biserica de lemn din Zlodica.

Biserica de lemn cu hramul Sfinții Arhangheli Mihail și Gavriil (Sf. Voievozi) din Zlodica a fost construită în secolul al XVII-lea în satul Zlodica din comuna Ceplenița (aflată în județul Iași). Ea se află localizată în cimitirul satului. 
Biserica de lemn din Zlodica a fost inclusă pe Lista monumentelor istorice din județul Iași din anul 2015, având codul de clasificare cod LMI IS-II-m-B-04273. 

## Istoric
Satul Zlodica se află la nord-vest de Cotnari, peste deal. El se întinde într-o vale aflată la poalele dealului istoric Cătălina care duce spre răsărit până la șoseaua națională Târgu Frumos – Hârlău. Satul se află la o distanță de 8 km de orașul Hârlău. El a aparținut de comuna Cotnari și din 1950 aparține de comuna Ceplenița.
Zlodica este o veche așezare menționată în documentele Principatului Moldovei din secolele XV-XVI. În trecut, satul se afla în mijlocul unor podgorii. El era străbătut de drumul Hârlău - Târgu Frumos, domnitorul Ștefan cel Mare (1457-1504) construit un pod (practicabil și astăzi) peste gârla pârâului ce curge prin valea satului. Documentele istorice atestă faptul că în anul 1604 aici se aflau viile boierului Nestor Ureche. În 1605, domnitorul Ieremia Movilă (1595-1600, 1600-1606) a dăruit Mănăstirii Dragomirna două fălci de vii pe dealul Zlodica. Mai târziu, după cum atestă un document din 4 aprilie 1663, domnitorul Eustratie Dabija (1661-1665) a donat mănăstirii lui Aron Vodă din țarina Iașilor peste două fălci de vii din Zlodica. De asemenea, aici își avea viile și mitropolitul Sava. 
Biserica de lemn cu hramul „Sfinții Arhangheli Mihail și Gavriil”, aflată la vest de podul medieval, este menționată în documente de prin anii 1617-1769. Prima atestare a bisericii are loc într-un document din 12 iulie 1617 dat de domnitorul Radu Mihnea (1616-1629, 1623-1626), Teofan al III-lea, patriarhul Ierusalimului (1608-1644) și conducătorul Mitropoliei Moldovei (1617-1619), Efrem, episcopul Rădăuților (1608-1613, 1616-1623), și Mitrofan, episcopul Hușilor (1617-1623), și prin care biserica este închinată Mănăstirii Sf. Sava din Iași, stavropighie a Patriarhiei Ierusalimului. Din acel act rezultă că edificiul ar fi fost ctitorit de un oarecare Enache Bătrânul. Un document din 1709 scris de Vasile Diacul de la Mănăstirea Zlodica se referă la donația unor vii din Cotnari.
Pe la jumătatea secolului al XVIII-lea, biserica de lemn din Zlodica se afla pe proprietatea cămărașului Ștefan Bosie. Acesta a dăruit bisericii în 1753 o evanghelie, pe care se afla următoarea însemnare: „Această Sf. Evanghelie iaste a dumisale Ștefan Bosie cămăraș, cumpărată de drepții bani a dumisale și au dat-o la sfânta biserică a dumisale la satul Zlodica, la Cotnari ca să se citească în toate zilele pentru folosul obștii și pentru pomenirea dumisale. Martie 18 leat 7261 (1753)”.  Evanghelia este considerată astăzi ca fiind dispărută. 
În anul 1758, cămărașul Ștefan Bosie a donat biserica de lemn din Zlodica, cu toate acareturile (via), către Epitropia Sf. Spiridon din Iași pentru a lor pomenire. Potrivit unui document, biserica de lemn din Zlodica, "fără tipic", aparținea în 1841 Mănăstirii "Sf. Spiridon" din Iași.
Ca urmare a Legii privind secularizarea averilor mănăstirești din 1863, Biserica "Sf. Voievozi" din Zlodica a devenit biserică de enorie, filială a Parohiei Cotnari. 
În perioada celui de-al doilea război mondial, soldații ruși au transformat lăcașul de cult în grajd, afectând multe icoane, ba chiar au tras gloanțe în crucea Mântuitorului, ca să vadă dacă-l ochesc. 
Biserica dispune de o catapeteasmă veche cu icoane pictate pe lemn. Ulterior, pe latura de sud-vest a fost adăugat un turn clopotniță de lemn, pe sub care se intră în biserică. 
De-a lungul timpului, biserica a fost întreținută și reparată pe cheltuiala sătenilor. Cele două rânduri de reparații (în anii 1970 și 1985) nu au implicat modificări în arhitectura bisericii. Lucrări de restaurare nu s-au făcut niciodată. În anul 2007, cercetătorul Lucian Lefter constata că lucrările de întreținere efectuate la bisericile de lemn din Zlodica, Costești și Suhuleț au transformat respectivele lăcașuri de cult în kitsch-uri. 
Arhitecta Smaranda Gâlea a realizat o serie de observații tehnice ale edificiului, ea constatând că starea generală de conservare a materialului utilizat în construcție este bună, însă lăcașul de cult are probleme din cauza cedării fundațiilor, un perete fiind în pericol de prăbușire. S-a recomandat realizarea unor ample lucrări de restaurare.

## Arhitectura bisericii
Biserica de lemn din Zlodica este construită în totalitate din bârne de stejar, care au fost placate ulterior cu scânduri de culoare cărămizie. Pe latura de nord au fost construite trei contraforturi din piatră, pentru a o proteja împotriva alunecărilor de teren. Cele trei ferestre sunt bogat decorate având chenare cu frânghii răsucite și rozete sculptate. Decorații sunt întâlnite și la căpriori și grinzile șarpantei. Inițial acoperită cu șindrilă, biserica are astăzi învelitoare din tablă. 
Construcția are plan dreptunghiular, cu altar poligonal. De clădirea bisericii este adosată pe latura de sud-vest o clopotniță cu parter de piatră (unde se află pridvorul de acces) și cu etaj din lemn. În interior, ea este compartimentată în 4 încăperi: pridvor, pronaos, naos și altar. Pronaosul este separat de naos printr-un perete de bârne cu decorațiuni bogate (brâu cu frânghie răsucită și rozete); peretele este înalt cât un stat de om și are trei despărțituri.
Catapeteasma bisericii este veche și are icoane pictate pe lemn. Unele icoane conțin inscripții în limba slavonă și se presupune că ar fi opera unui pictor rus.

## Imagini

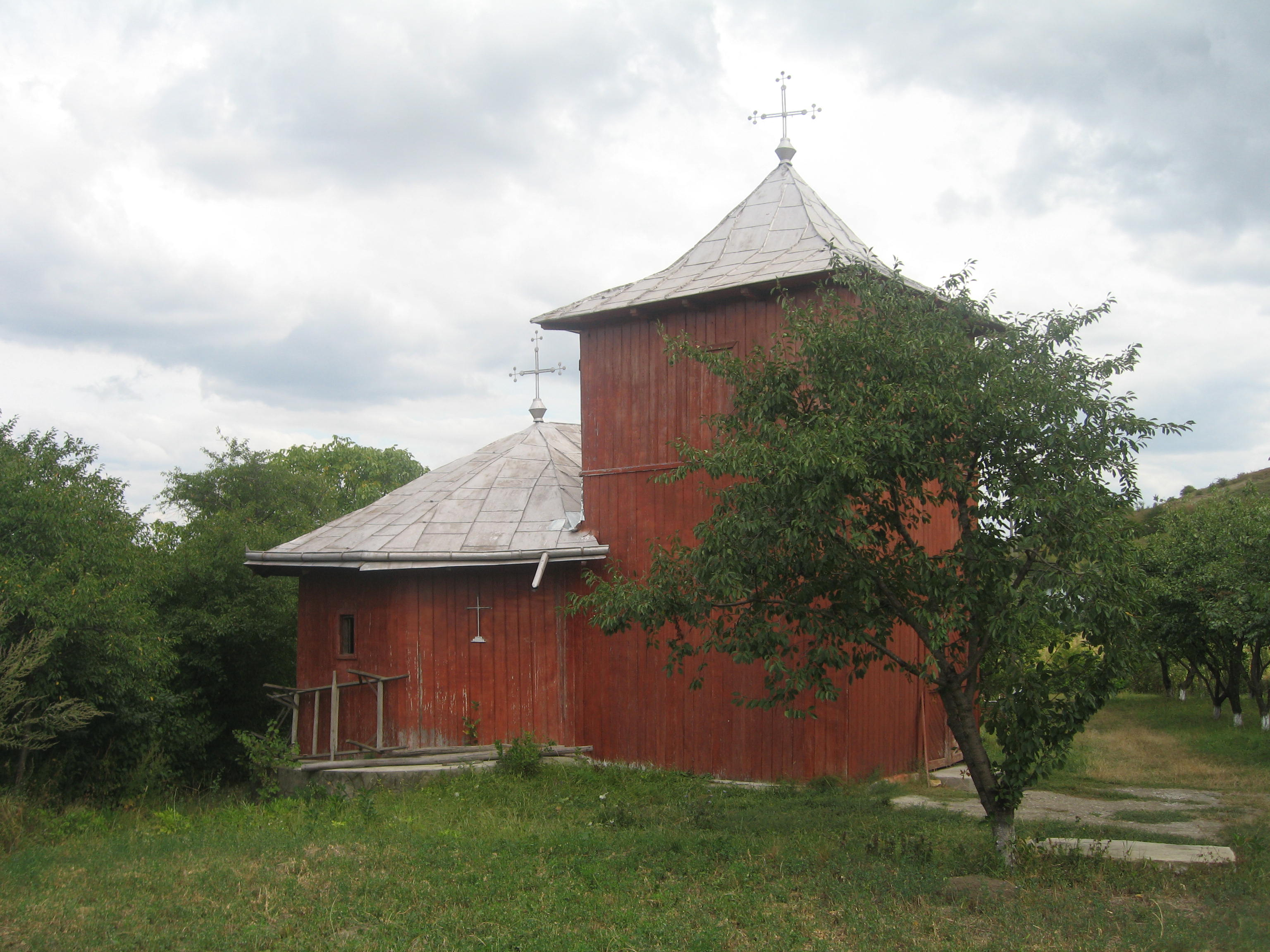
Biserica de lemn şi turnul clopotniţă
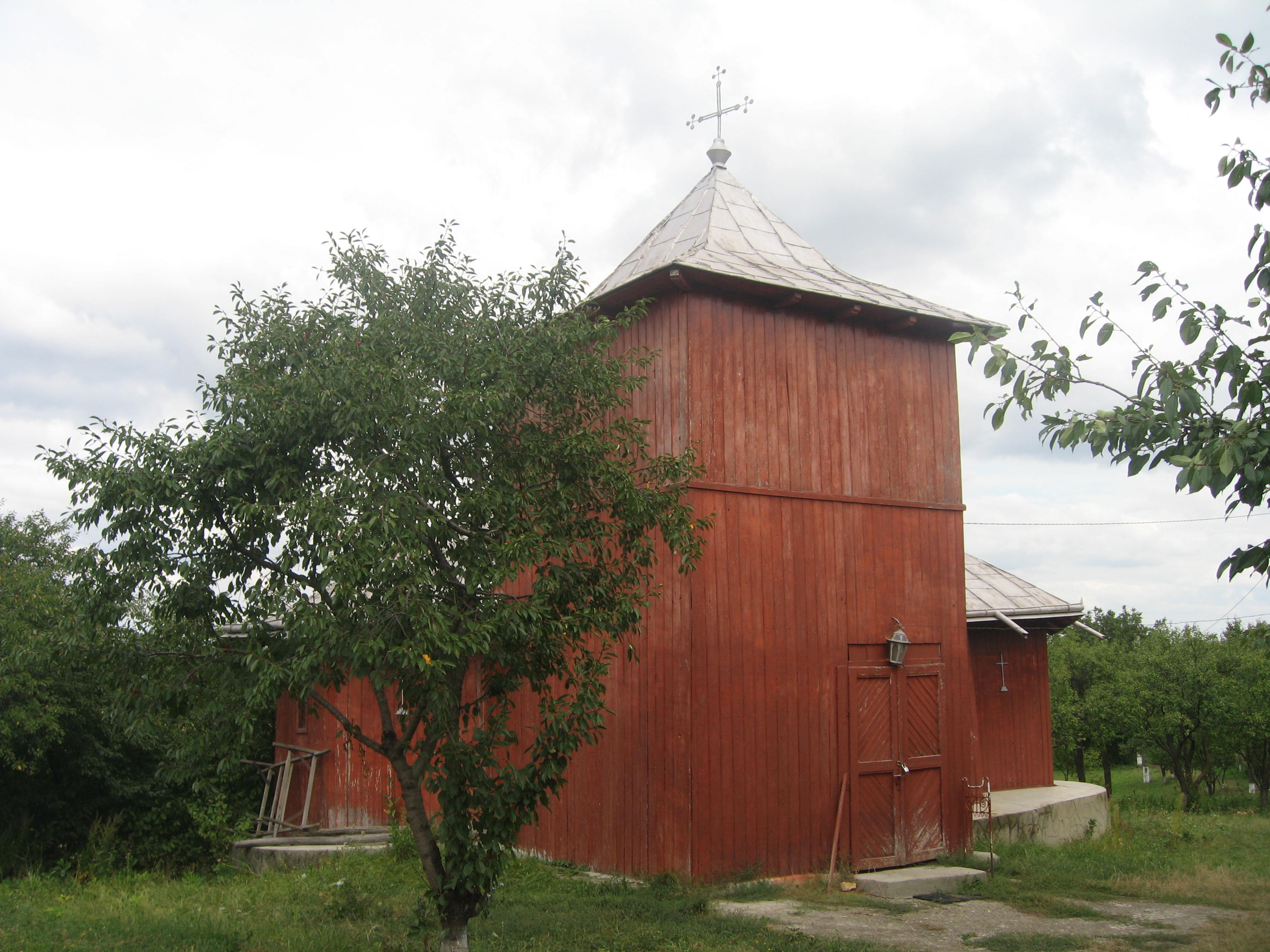
Biserica şi turnul clopotniţă
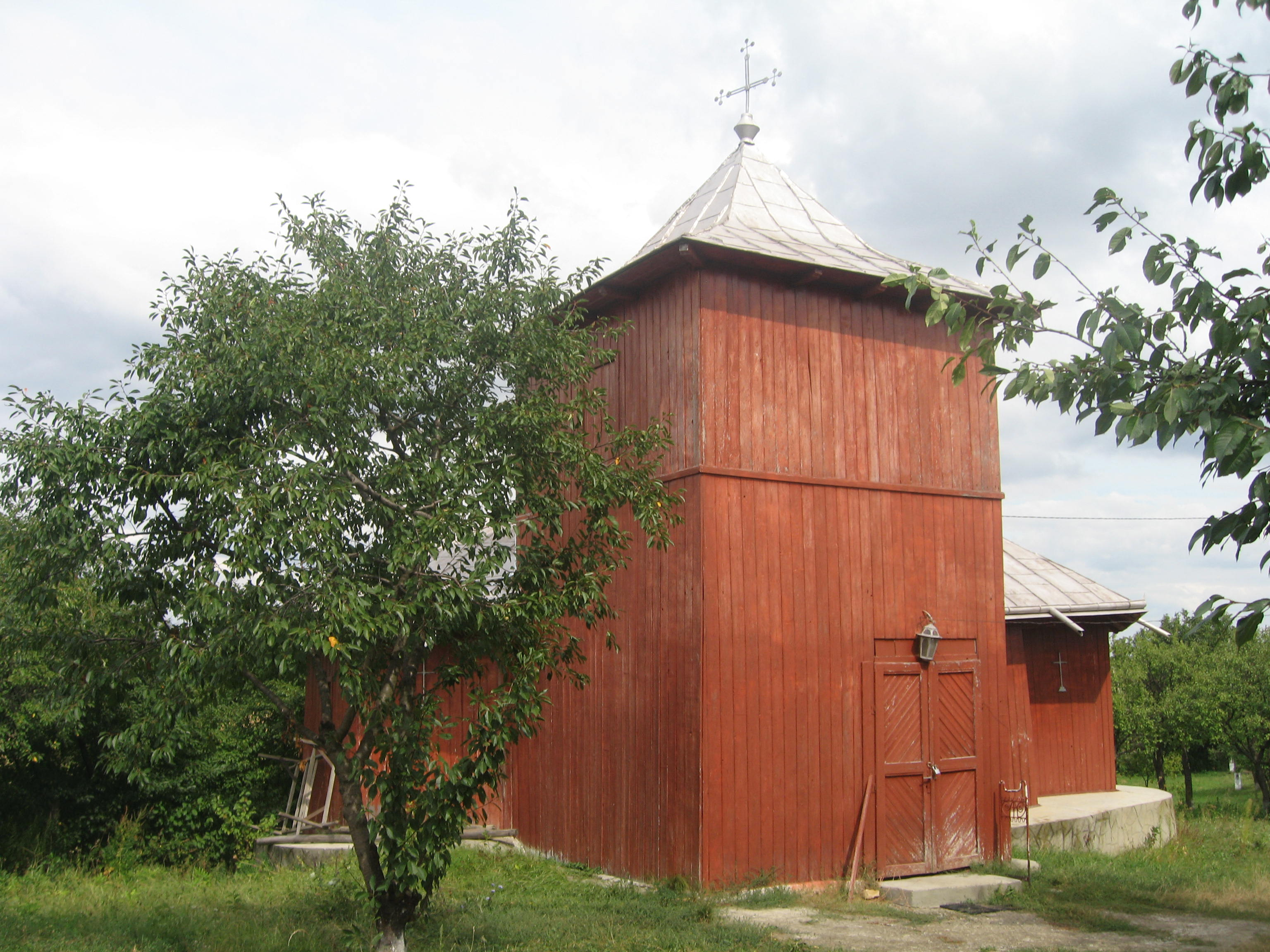
Turnul clopotniţă
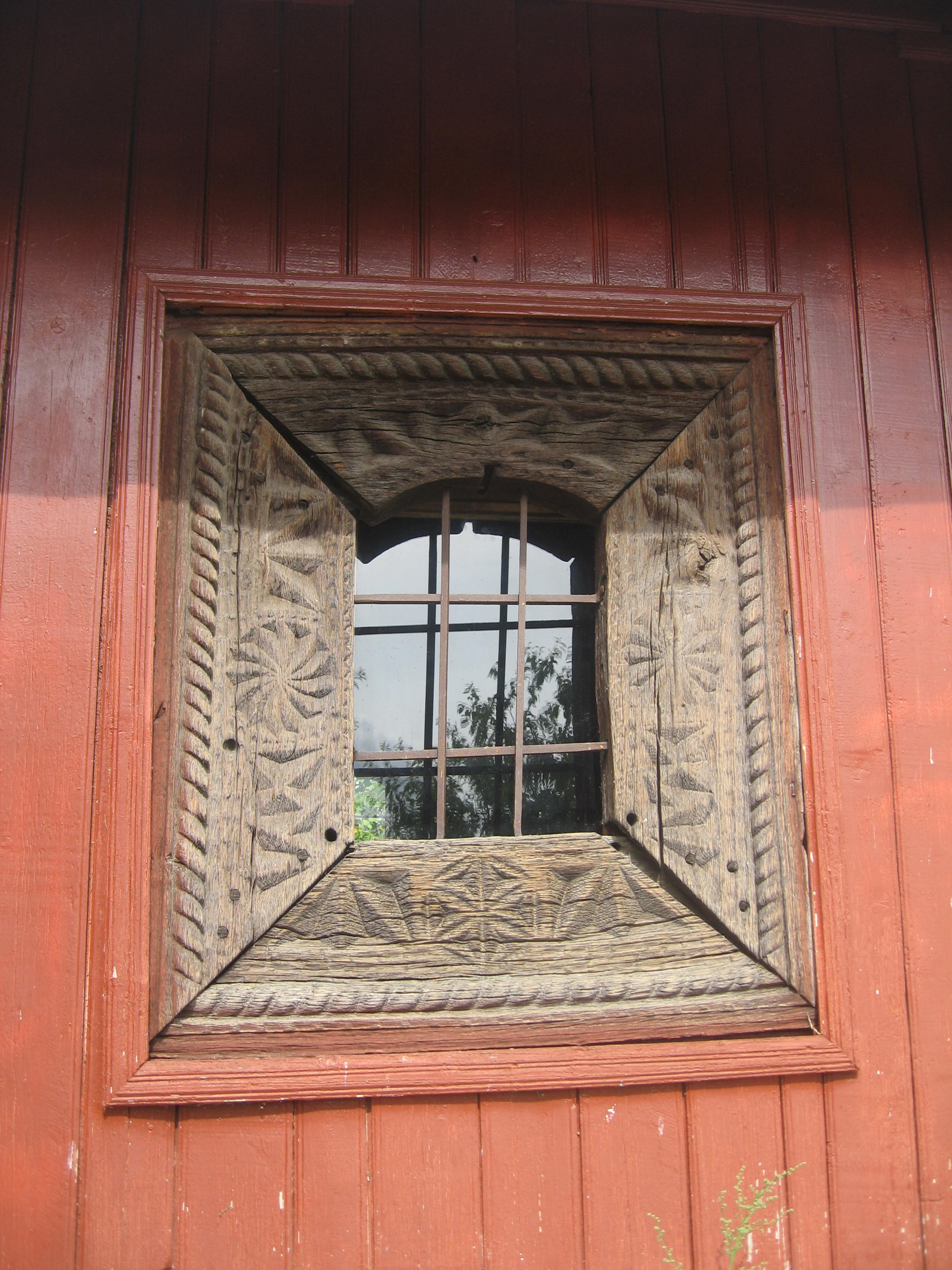
Fereastră cu decoraţiuni din absida altarului
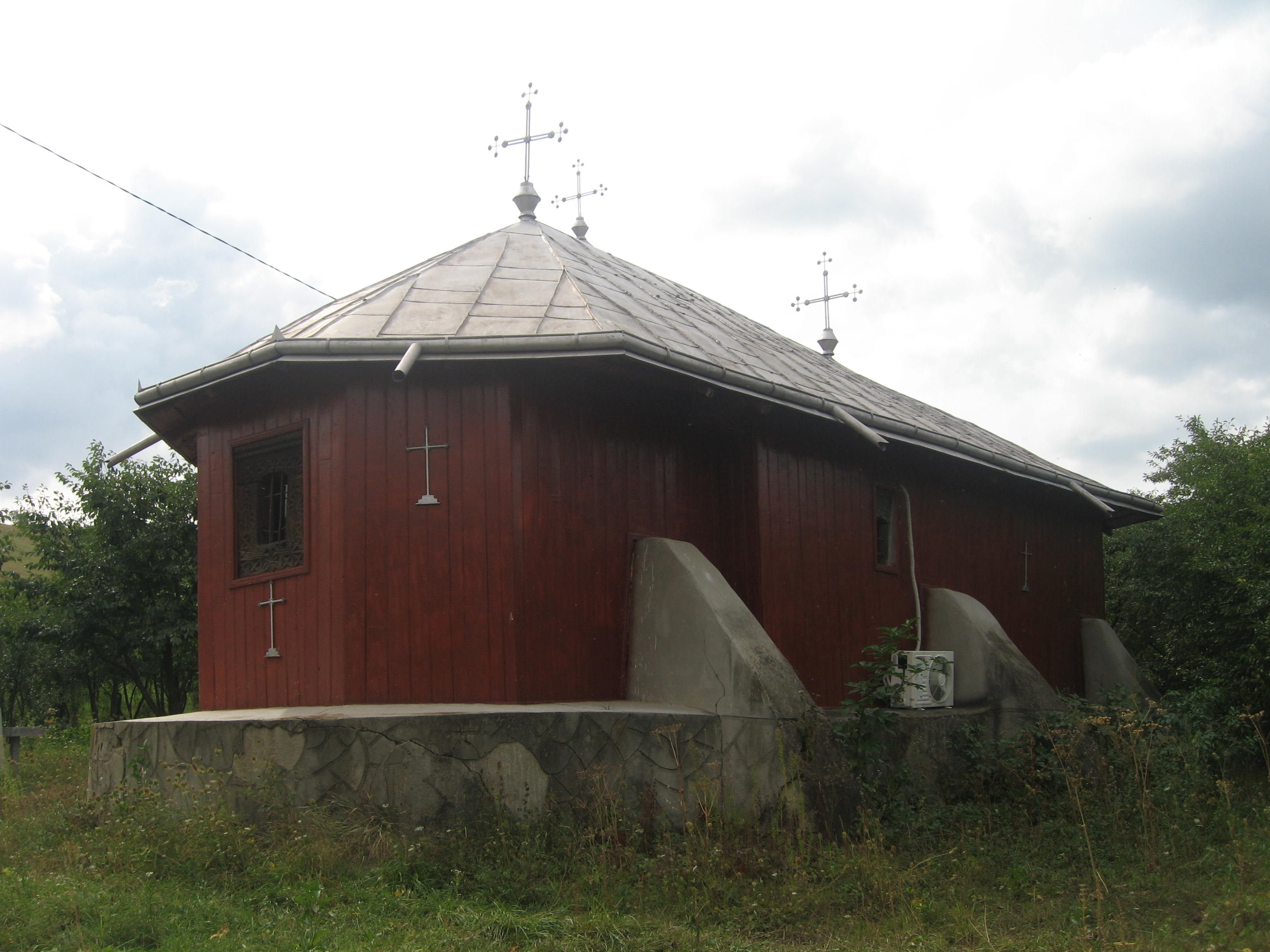
Biserica privită de pe latura de nord-est. Se observă cele trei contraforturi.
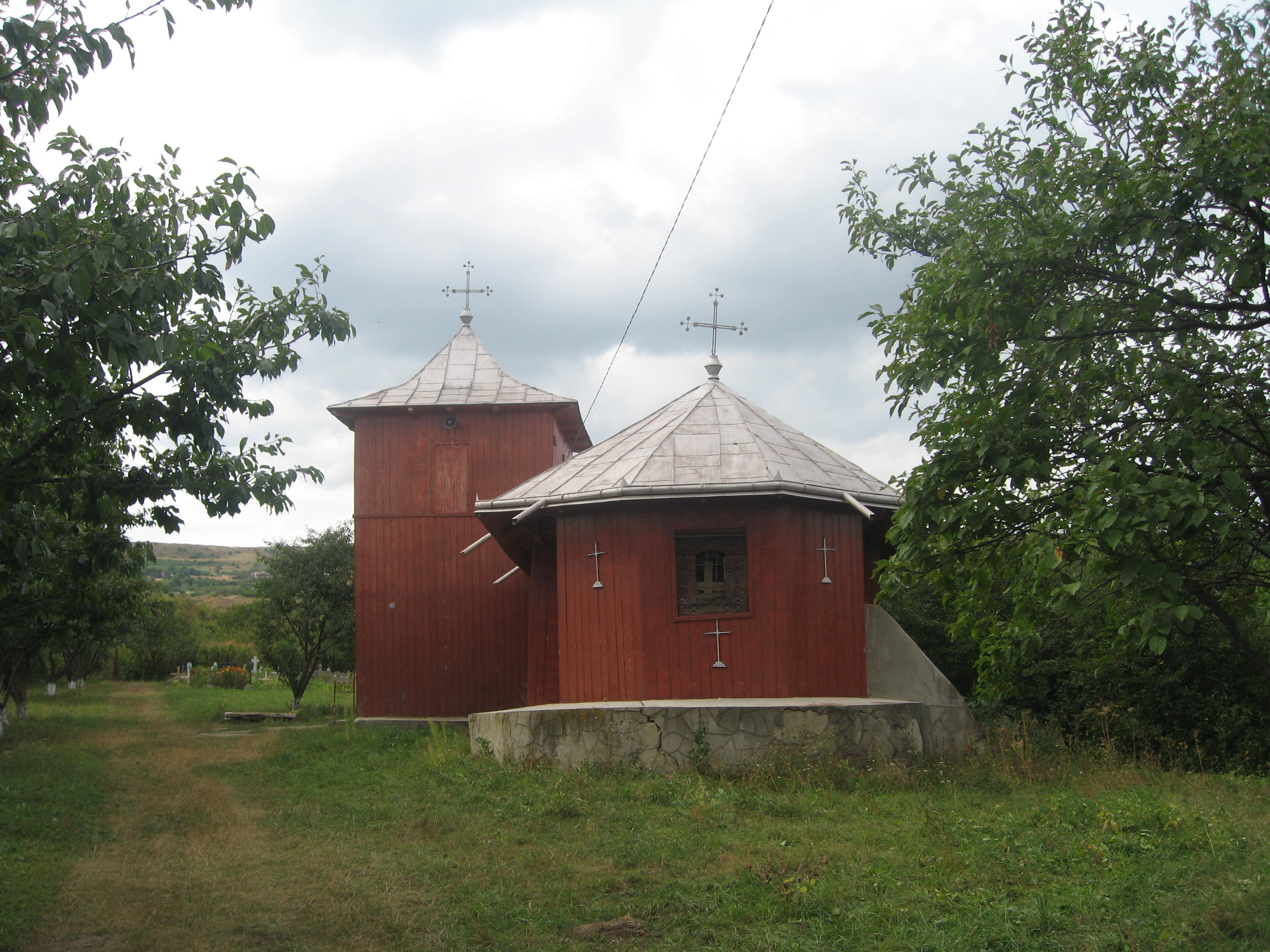
Biserica privită de pe latura de est (dinspre intrarea în cimitir)
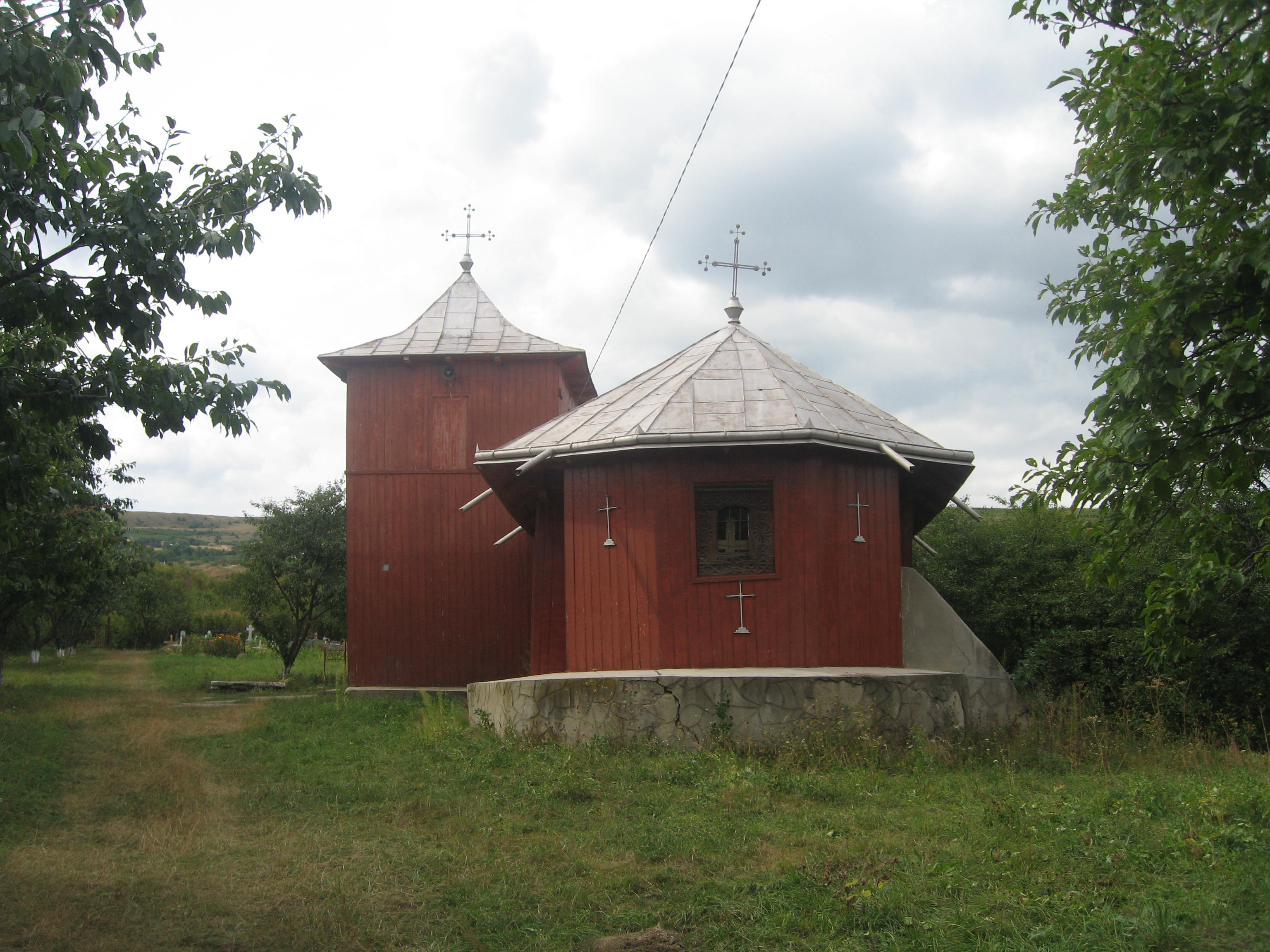
Biserica privită de pe latura de est (dinspre intrarea în cimitir)
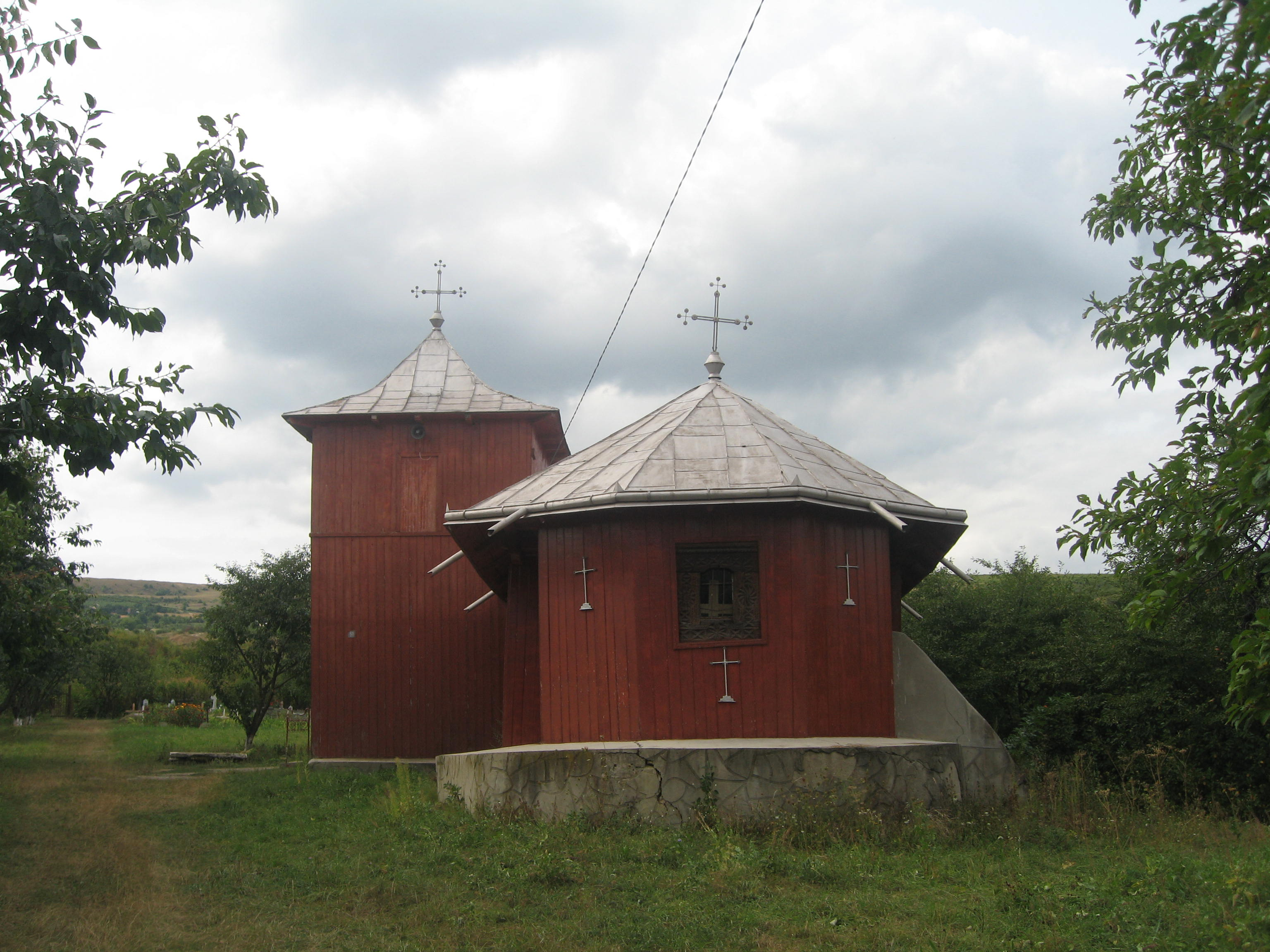
Biserica privită de pe latura de est (dinspre intrarea în cimitir)